# Carlos M. Gutiérrez
Carlos M. Gutiérrez (La Habana, Cuba; 4 de noviembre de 1953) es un político y empresario estadounidense, quien ejerció como Secretario de Comercio de los Estados Unidos entre 2005 y 2009 durante el segundo período presidencial de George W. Bush. 
Presidente ejecutivo de la multinacional Kellogg entre 1999 y 2005, actualmente es socio y ejecutivo de Albright Stonebridge Group, firma consultora fundada por la ex secretaria de Estado norteamericana Madeleine Albright.

## Biografía
Nació en La Habana, Cuba, el 4 de noviembre de 1953. Está casado con Edilia Gutiérrez y tiene 3 hijos: Carlos Gutiérrez Jr., Erika Gutiérrez y Karina Gutiérrez.
Llegó a los EE. UU. en 1960 y posteriormente asistió al campus de Querétaro del Instituto Tecnológico y de Estudios Superiores de Monterrey en México.
En 1975 a la edad de 22 años de incorporó a Kellogg como representante de ventas, ascendiendo hasta llegar a presidente y ejecutivo principal (CEO) de la multinacional en 1999, llegando a ser el CEO más joven de la empresa en más de cien años. 
El 29 de noviembre de 2004, el entonces recién reelecto presidente, George W. Bush, lo nominó al cargo de Secretario de Comercio en sustitución de Donald Evans. Tras su confirmación por el Senado, juró el cargo como Secretario el 7 de febrero de 2005.
Como Secretario de Comercio, Gutiérrez jugó un papel activo en la firma del Tratado de Libre Comercio entre República Dominicana, Centroamérica y Estados Unidos de América (DR-CAFTA (por sus siglas en inglés) y el Tratado de Libre Comercio entre Colombia y Estados Unidos. Siendo el único cubanoamericano dentro de la Administración Bush, fue copresidente de la Comisión de Asistencia a una Cuba Libre, un grupo asesor presidencial encargado de gestionar la política de la entonces administración norteamericana hacia Cuba; además de uno de enviados del presidente en las negociaciones con el Congreso en materia de inmigración. 
En la actualmente es socio y ejecutivo de Albright Stonebridge Group, firma consultora fundada por la ex secretaria de Estado norteamericana Madeleine Albright.
En julio de 2006, un informe de la comisión de ayuda a Cuba libre, copresidido por Carlos M. Gutiérrez, reclamó que se hiciera todo lo posible "para que la estrategia de sucesión del régimen de Castro no se vea coronada de éxito".
Tras el proceso de restablecimiento de relaciones entre Cuba y Estados emprendido a partir de 2014 por el presidente Barack Obama, Gutiérrez fue uno de los principales líderes cubanoamericanos y republicanos en mostrar su apoyo a la política emprendida por Obama. El 10 de febrero de 2016, la Cámara de Comercio de los Estados Unidos lo eligió como titular del Consejo de Negocios Estados Unidos-Cuba (USCBC), un lobby a favor del levantamiento del embargo a Cuba.